# Orodromeus
Orodromeus ("Bergspringare") var ett släkte små tvåbenta, växtätande dinosaurier som levde i Nordamerika ( Montana ) under slutet av krita. Den är välkänd från flera fossil från både ungdjur, vuxna och ungar.

## Om Orodromeus
Orodromeus var omkring 2, 1 meter lång, med typiska drag för småväxta ornithopoder: den hade korta framben med små händer, långa fågelliknande ben och en lång svans. Skallen var kilformad och hade näbb framtill. Formen på tänderna pekar på en kost av bär och frukter, och kanske en del insekter.
Man har även hittat hela bon efter Orodromeus, som visar att de lade omkring 12 ägg åt gången. Det är möjligt att Orodromeus levde i flock, och tog hand om sina ungar som vissa större ornithopoder gjorde. Om fara hotade kunde Orodromeus springa ifrån den, kanske så fort som 60 km/tim. Orodromeus kan ha varit byte för Troodon, Dromaeosaurus och Gorgosaurus.